# بانهم (تگزاس)
بانهم، تگزاس(به انگلیسی: Bonham, Texas) شهری در ایالت تگزاس از ایالات جنوبی ایالات متحده آمریکا است. در سرشماری سال ۲۰۰۰، جمعیت این شهر ۹۹۹۰ نفر اعلام شد.